# Польцо (Мордовия)
Польцо — село, центр сельской администрации в Ковылкинском районе. Население 305 чел. (2001), в основном русские.
Расположено на р. Большой Азясь, в 35 км от районного центра и железнодорожной станции Ковылкино. Название от русского поле с суффиксом субъективной оценки. В «Списке населённых мест Пензенской губернии» (1869) Польцо — село казённое и владельческое из 34 дворов (222 чел.) Краснослободского уезда. В годы революции 1905—1907 гг. крестьяне выступали против помещиков и служителей Флегонтова монастыря. По подворной переписи 1913 г., в с. Польцо было 2 общины, 47 дворов (409 чел.); хлебозапасный магазин. В 1919 г. была организована одна из первых в уезде коммуна. В начале 1930-х гг. был создан колхоз «Путь к коммунизму», с 1992 г. — ТОО «Польцовское», с 1996 г. — СХПК «Польцовский», с 2001 г. — ТНВ «МТС и Ко». В современном селе — средняя школа, библиотека, клуб, медпункт, магазин. В Польцовскую сельскую администрацию входят с. Малый Азясь (78 чел.), д. Ковыляй (45), Новая Резеповка (124) и Старая Резеповка (2 чел.).

## Источник
- Энциклопедия Мордовия, О. В. Котлова.